# Digitaria cruciata
Digitaria cruciata är en gräsart som först beskrevs av Christian Gottfried Daniel Nees von Esenbeck, och fick sitt nu gällande namn av Aimée Antoinette Camus. Digitaria cruciata ingår i släktet fingerhirser, och familjen gräs. Inga underarter finns listade i Catalogue of Life.